# Frédéric de Pasquale
Frédéric de Pasquale (28 de marzo de 1931 – 17 de diciembre de 2001) fue un actor cinematográfico y televisivo de nacionalidad francesa.

## Biografía
Nacido en París, Francia, estudió en el Institut des hautes études cinématographiques. Tras su graduación, su nombre apareció como escenógrafo en La Fille aux yeux d'or, Dynamite Jack, Le Diable et les Dix Commandements y Les Petits Matins, en 1961 y 1962.
A partir de 1963 empezó a trabajar como actor, destacando su trabajo en La Belle vie, de Robert Enrico, y Le Pacha (1967), de Georges Lautner y junto a Jean Gabin. Otras actuaciones importantes fueron las llevadas a cabo en Le Viol (1968), de Jacques Doniol-Valcroze y en Le Temps de vivre (1969), de Bernard Paul, junto a Marina Vlady. En la década de 1970 hizo papeles secundarios en cintas como The French Connection y La Bonne Année. En los años ochenta trabajó en La Boum, y actuó junto a Caroline Cellier, Micheline Presle y Bernadette Lafont en Certaines nouvelles, de Jacques Davila. 
Como actor televisivo, en 1989 de Pasquale encarnó a «Jean-Luc Mourrait», el amante de «Tanja» (Sybille Waury), en la serie alemana Lindenstraße, papel que posteriormente adoptó Gérard Hérold.
Entre 1988 et 1992 trabajó como guionista, bajo el seudónimo de Clément Jullien, en las series televisivas de Abder Isker para TF1 Intrigues y Mésaventures.
Frédéric de Pasquale falleció en Ruan, Francia, en 2001.

## Filmografía
| - 1960 : Fugue, de Philippe Condroyer - 1961 : La Fille aux yeux d'or, de Jean-Gabriel Albicocco - 1961 : Les Petits Matins, de Jacqueline Audry - 1962 : Au coeur de la vie, de Robert Enrico - 1963 : La Belle vie, de Robert Enrico - 1964 : La Famille Hernandez, de Geneviève Baïlac - 1966 : Safari diamant, de Michel Drach - 1967 : Fleur d'oseille, de Georges Lautner - 1967 : Le Pacha, de Georges Lautner - 1967 : Le viol, de Jacques Doniol-Valcroze - 1967 : Tu seras terriblement gentille, de Dirk Sanders - 1967 : Ne jouez pas avec les Martiens, de Henri Lanoë - 1968 : Delphine, de Eric Le Hung - 1969 : Jeff, de Jean Herman - 1969 : Le Temps de vivre, de Bernard Paul - 1970 : La Peau de Torpedo, de Jean Delannoy - 1970 : Ciel bleu, de Serge Leroy | - 1970 : L'Explosion, de Marc Simenon - 1971 : The French Connection, de William Friedkin - 1972 : Quelques arpents de neige, de Denis Héroux - 1972 : Quem é Beta?, de Nelson Pereira dos Santos - 1973 : Le Fils, de Pierre Granier-Deferre - 1973 : La Bonne Année, de Claude Lelouch - 1973 : Revolver / La poursuite implacable, de Sergio Sollima - 1975 : Los pájaros de Baden-Baden, de Mario Camus - 1975 : Il soldato di ventura, de Pasquale Festa Companile - 1976 : La petición, de Pilar Miró - 1976 : Certaines nouvelles, de Jacques Davila - 1980 : La Boum, de Claude Pinoteau - 1981 : Signé Furax, de Marc Simenon - 1983 : Feroz, de Manuel Gutiérrez Aragón - 1999 : Premier de cordée, de Édouard Niermans y Pierre-Antoine Hiroz |

## Televisión
- 1973 : Là-haut, les quatre saisons, serie dirigida por Guy Lessertisseur, con Catherine Arditi
- 1974 : Messieurs les Jurés, "L'Affaire Hamblain"
- 1975 : Les Grands Détectives, de Jean Herman, episodio Rendez-vous dans les ténèbres
- 1978 : El caballo blanco, dirigido por Mario Camus, episodio de Curro Jiménez
- 1980 : Kick, Raoul, la moto, les jeunes et les autres - Serie dirigida por Marc Simenon, con Frédéric de Pasquale, Mylène Demongeot, Catherine Leprince, Gérard Loussine, Mehdi El Glaoui y Paul Préboist
- 1981 : Signé Furax
- 1985: Rancune tenace, serie dirigida por Emmanuel Fonlladosa
- 1989 :  L'Ostréiculteur, dirigida por Emmanuel Fonlladosa
- 1999 : Premier de cordée, telefilm dirigido por Pierre-Antoine Hiroz y Édouard Niermans